# Olivella gaylordi
Olivella gaylordi is een slakkensoort uit de familie van de Olividae. De wetenschappelijke naam van de soort is voor het eerst geldig gepubliceerd in 1894 door Ford.